# Zi Xyan Lim
Zi Xyan Lim (ur. 15 stycznia 1999) – singapurski zapaśnik walczący przeważnie w stylu wolnym. Zajął trzynaste miejsce na mistrzostwach Azji w 2023. Brązowy medalista igrzysk Azji Południowo-Wschodniej w 2023; piąty w 2019 roku.